# Шибанов, Георгий Петрович
Георгий Петрович Шибанов (род. 29 октября 1929) — военный авиационный инженер, учёный в области надёжности и безопасности авиационного и космического оборудования, генерал-майор авиации (1984), доктор технических наук (1973), профессор (1978), лауреат Сталинской премии (1949), заслуженный изобретатель РСФСР (1970), заслуженный деятель науки и техники РФ (1993).

## Биография
Окончил Московский авиационный самолётостроительный техникум (1948), Киевское ВАТУ (1952), ВВИА им. проф. Н. Е. Жуковского (1959 — с отличием).
В 1948—1950 учился в Московском вечернем машиностроительном институте и работал конструктором в ЦАГИ.
С 1950 по 1989 г. на военной службе, уволен в запас в звании генерал-майор авиации.
С 1959 г. в НИИ эксплуатации и ремонта авиационной техники ВВС СССР (НИИ ЭРАТ ВВС). С 1967 г. начальник отделения безопасности полетов ЦПК им. Ю. А. Гагарина. В 1973 г. вновь направлен в ГосНИИ ЭРАТ ВВС начальником управления проблем эксплуатации вооружения и авиационного оборудования, которым руководил до 1984 года. Проводил исследования в области автоматизированных испытаний сложных авиационных и космических комплексов и обеспечения безопасности их функционирования совместно с А. В. Майоровым, Г. К. Москатовым, Л. В. Рябининым и др..
С 1984 г. начальник управления перспективных исследований и разработок 46 ЦНИИ МО СССР. После увольнения из Вооруженных Сил (1989) — ведущий научный сотрудник ГЛИЦ им. В. П. Чкалова. Совмещал должность старшего преподавателя Военной академии тыла и транспорта.

## Награды и звания
- Лауреат Сталинской премии (1949), заслуженный деятель науки и техники РФ (1993), заслуженный изобретатель РСФСР (1970), почётный радист СССР (1974).
- Награждён орденом Красной Звезды (1977) и 15 медалями.